# British Home Championship 1888
De British Home Championship van 1888 was de 5e editie van de British Home Championship. Het toernooi werd gehouden van 4 februari tot en met 7 april 1888. Engeland werd kampioen.

## Eindstand
| Team      | Gsp | W | G | V | DV | DT | DS  | Ptn |
| --------- | --- | - | - | - | -- | -- | --- | --- |
| Engeland  | 3   | 3 | 0 | 0 | 15 | 2  | +13 | 6   |
| Schotland | 3   | 2 | 0 | 1 | 15 | 8  | +7  | 4   |
| Wales     | 3   | 1 | 0 | 2 | 13 | 10 | +3  | 2   |
| Ierland   | 3   | 0 | 0 | 3 | 3  | 26 | –23 | 0   |

## Wedstrijden
|                                                    |                  |       |                                                                                 |                                                                                     |
| 4 februari 1888 «onderlinge duels» 15:00 uur (UTC) | Wales            | 1 – 5 | Engeland                                                                        | Nantwich Road Ground, Crewe Toeschouwers: 5.000 Scheidsrechter: John Sinclair (IRL) |
| 4 februari 1888 «onderlinge duels» 15:00 uur (UTC) | Jack Doughty 17' |       | 16', 70' Fred Dewhurst 76' George Woodhall 80' Tinsley Lindley 88' John Goodall | Nantwich Road Ground, Crewe Toeschouwers: 5.000 Scheidsrechter: John Sinclair (IRL) |

|                                 | |        |         |                                                                                 |
| 3 maart 1888 «onderlinge duels» | Wales | 11 – 0 | Ierland | Racecourse Ground, Wrexham Toeschouwers: 2.000 Scheidsrechter: Tom Hindle (ENG) |
| 3 maart 1888 «onderlinge duels» | Jack Doughty 1', 3', 36', 61', 79', 89' Edmund Howell 15', 73' Job Wilding 21', 55' William Pryce-Jones 84' |        |         | Racecourse Ground, Wrexham Toeschouwers: 2.000 Scheidsrechter: Tom Hindle (ENG) |

|                                                  |                                                                           |       |                  |                                                                             |
| 10 maart 1888 «onderlinge duels» 16:00 uur (UTC) | Schotland                                                                 | 5 – 1 | Wales            | Easter Road, Edinburgh Toeschouwers: 8.000 Scheidsrechter: John Clegg (ENG) |
| 10 maart 1888 «onderlinge duels» 16:00 uur (UTC) | William Paul 6' Neil Munro 30' Alexander Latta 33', 75' Willie Groves 65' |       | 41' Jack Doughty | Easter Road, Edinburgh Toeschouwers: 8.000 Scheidsrechter: John Clegg (ENG) |

|                                                  |           |                                                                               |          |                                                                                |
| 17 maart 1888 «onderlinge duels» 15:30 uur (UTC) | Schotland | 0 – 5                                                                         | Engeland | Hampden Park, Glasgow Toeschouwers: 10.000 Scheidsrechter: John Sinclair (IRL) |
| 17 maart 1888 «onderlinge duels» 15:30 uur (UTC) |           | 32' George Haworth 34' Denny Hodgetts 40', 49' Fred Dewhurst 43' John Goodall |          | Hampden Park, Glasgow Toeschouwers: 10.000 Scheidsrechter: John Sinclair (IRL) |

|                                                       |                                   |        | |                                                                               |
| 24 maart 1888 «onderlinge duels» 15:30 uur (UTC–0:25) | Ierland                           | 2 – 10 | Schotland | Oldpark Avenue, Belfast Toeschouwers: 5.000 Scheidsrechter: Bob Parlane (SCO) |
| 24 maart 1888 «onderlinge duels» 15:30 uur (UTC–0:25) | John Lemon 18' William Dalton 24' |        | 5' Geordie Dewar 8', 33', 40', 45' Billy Dickson 15' Thomas Breckenridge 30' Ralph Aitken 53' Neil McCallum 65' (e.d.) Bob Wilson 83' Allan Stewart | Oldpark Avenue, Belfast Toeschouwers: 5.000 Scheidsrechter: Bob Parlane (SCO) |

|                                                      |                 |       |                                                              |                                                                                     |
| 7 april 1888 «onderlinge duels» 15:30 uur (UTC–0:25) | Ierland         | 1 – 5 | Engeland                                                     | Ballynafeigh Park, Belfast Toeschouwers: 7.000 Scheidsrechter: James McKillop (SCO) |
| 7 april 1888 «onderlinge duels» 15:30 uur (UTC–0:25) | Billy Crone 32' |       | 10' Fred Dewhurst 14', 39', 60' Albert Allen Tinsley Lindley | Ballynafeigh Park, Belfast Toeschouwers: 7.000 Scheidsrechter: James McKillop (SCO) |